# Beat Raaflaub
Beat Martin Raaflaub (* 19. August 1946 in Winterthur) ist ein Schweizer Dirigent und Historiker. 
Beat Raaflaub wuchs in Basel und Kamerun auf. Er ist der jüngere Bruder des Althistorikers Kurt Raaflaub (1941–2023).
Raaflaub studierte Germanistik und Geschichte an der Universität Basel; er doktorierte 1975 in neuer Schweizer Geschichte mit einer Dissertation über den Schweizerischen Evangelischen Pressedienst. Gleichzeitig ließ er sich zum Konzertsänger bei Fritz Näf ausbilden und studierte Schulmusik und Chorleitung an der Musik-Akademie der Stadt Basel. Er lehrte darauf an verschiedenen Schulen, u. a. am Gymnasium am Münsterplatz. 1976 wurde er zum Leiter der Jugendmusikschule Muttenz bei Basel ernannt.
Von 1979 bis 2016 war er Leiter der Kantorei St. Arbogast Muttenz und des Kammerchores Zürcher Unterland. Mit beiden Chören konzertierte er in der ganzen Schweiz.
Von 1983 bis 2007 war er Beat Raaflaub künstlerischer Leiter der Knabenkantorei Basel. Mit seinen Chören kann er auf zahlreiche Radio- und Fernsehaufnahmen zurückblicken. Konzertreisen mit der Knabenkantorei führten ihn durch Europa, in die USA und nach Südafrika sowie Brasilien. Zahlreiche CD-Einspielungen zeugen von seiner umfangreichen Tätigkeit mit der Knabenkantorei Basel.
Als Dirigentenausbilder leitete Raaflaub Kurse an der Musikschule Basel. Außerdem moderierte er regelmässig die Musiksendung Sing mit vom Schweizer Radio DRS, welche allerdings mangels Zuhörern abgesetzt wurde. Als Mitglied des künstlerischen Beirates des Europäischen Jugendchorfestivals in Basel hatte er wesentlichen Anteil an dessen musikalischer Präsentation.
Er ist mit Marianne Kübler verheiratet und Vater von vier Kindern.